# سامسونج جالكسي نوت برو 12.2
سامسونج جالكسي نوت برو 12.2 (بالإنجليزية: Samsung Galaxy Note Pro 12.2)‏ هو حاسوب لوحي من إلكترونيات سامسونج يعمل بنظام أندرويد تم الكشف عنه في 6 يناير 2014، تم طرحه في الأسواق في 13 فبراير 2014. عند إطلاق الجهاز كان سعره 749 دولار.

## الخصائص
- نظام التشغيل: أندرويد
- الكاميرا الأمامية: 2 ميجابكسل
- الكاميرا الخلفية: 8 ميجابكسل
- الوزن: 750 غ (1.65 رطل) (Wi-Fi),,753 غ (1.660 رطل) (3G/LTE)
- المعالج: 1.9 جيجا هرتز
- الذاكرة: 3 جيجابايت

## وصلات خارجية
- الموقع الإلكتروني